# Занднер, Курт
Курт Занднер (5 августа 1910, Кицбюэль, Тироль, Австро-Венгрия — после 1935) — австро-немецкий писатель и физик.

## Биография
Обучался в Университете Инсбрука и Вены, где изучал философию, психологию и физику.
С середины 1930-х годов занимался литературным творчеством. Одновременно работал горным гидом (проводником) в регионе в районе Инсбрука. После установления в Австрии в 1933 году ультраправого авторитарного режима Энгельберта Дольфуса эмигрировал в Германию. Жил в Западном Берлине.

## Творчество
Автор ряда фантастических произведений, книг политической, антифашистской направленности. В СССР в 1961 году по мотивам его рассказов был снят кинофильм «Ночь без милосердия». Работы писателя выходили в серии «Зарубежная фантастика» («Сигнал из космоса», М., Мир, 1965).

## Избранные произведения
- Kampf mit einem Schatten, Берлин, 1948
- Am Rande des Lebens, Потсдам 1949
- Nacht ohne Gnade, Берлин, 1958
- Signal aus dem Weltall, Берлин, 1960
- Österreich — Alpenland im Wetterwinkel, Берлин, 1962
- Der Fluch von Santa Maria, Берлин, 1968
- «Ночь без милости», М. Воениздат, 1962

## Экранизации
- 1961 — Ночь без милосердия